# Paranecroscia
Paranecroscia is een geslacht van Phasmatodea uit de familie Diapheromeridae. De wetenschappelijke naam van dit geslacht is voor het eerst geldig gepubliceerd in 1908 door Redtenbacher.

## Soorten
Het geslacht Paranecroscia omvat de volgende soorten:
- Paranecroscia bisignata (Redtenbacher, 1908)
- Paranecroscia longicollis Redtenbacher, 1908
- Paranecroscia operculata Redtenbacher, 1908